# Александар I Павлович
Александар I Павлович (рус. Александр I Павлович; Санкт Петербург, 23. децембар 1777 — Таганрог, 1. децембар 1825) био је руски император који је током своје владавине (1801—1825) проширио територију Русије. После пораза Наполеона у Русији 1812, имао је водећу улогу у антифранцуској коалицији европских сила и један је од главних иницијатора стварања Свете алијансе 1815. године. Успешно је ратовао против Османског царства и помагао српским устаницима. На престолу га је наследио млађи брат Николај I Павлович.

## Младост и долазак на власт
Рођен је у Санкт Петербургу као син великог војводе Павла, касније и цара Павла I Романова. Мајка му је била Марија Фјодоровна. Александар и његов млађи брат Константин су у младости живели на двору своје бабе, Катарине Велике. Неки извори тврде да је Катарина планирала да лиши свога сина Павла наслеђа. Александар је на слободоумном двору своје бабе упијао принципе Русоове филозофије. Међутим, од свога тутора, гувернера Николаја Салтикова, упија традиције руске аристократије. Александар се 9. октобра 1793. године, са свега 15 година, оженио Лујзом Баденском, која је узела име Елизабета Алексејевна. Катарина је умрла новембра 1796. године, пре него што је стигла да Александру завешта престо. Тако је на престо дошао Павле. Непопуларна Павлова политика створила је новом цару широку опозицију. На цара је 1801. године извршен атентат, инспирисан од стране Енглеза, незадовољних тзв. Лигом неутралних, формираном од стране руског цара. Лига је окупљала државе које се, након изласка Русије из Друге коалиције, нису желеле мешати у рату Британије и Француске. Александар се налазио у палати у тренутку атентата. Историчари и даље расправљају о његовој умешаности у атентат. Чињеница је да је у тренутку очеве смрти био спреман да преузме престо. Дошао је на власт 24. марта 1801. године у Кремљу. Крунисан је 15. септембра.

## Унутрашња политика
У првој половини 19. века у Руској империји је на снази био социјално-економски и политички систем кога је установила царица Катарина II (1762—1796), а који се заснива на феудалном начину производње и апсолутистичком политичком систему. Русија је 1836. године имала око 50 милиона становника од којих су половину чинили „мужици“, зависни сељаци на спахијским имањима. Сељаштво је чинило 90% становништва Русије. Насупрот њему стоји племство подељено у крупно, средње и ситно (у односу на број душа на свом имању, а не на вредност имања). Положај мужика био је сличан положају роба у античком периоду, сем што спахија није располагао животом сељака. Читаво градско становништво свих професија сачињавало је само 3 до 4% Руса. Русија је била подељена на 50 губернија које су се даље делиле на округе и срезове. Свим овим јединицама управљали су племићи. Градовима је управљало општинско веће, тзв. „дума“.

### Покушаји реформи
Руска држава је почетком века и даље била царство феудалних поседа чије се границе шире. Феудални систем, међутим, постепено улази у кризу чему потпомажу развој мануфактуре и индустријске производње. Индустријска револуција ће у Русији отпочети тек тридесетих година те она знатно заостаје за Великом Британијом. Млади цар Александар ће у почетку бити наклоњен либералним идејама. Окружио се групом младих пријатеља либералних захтева који су образовали „Тајни комитет“ Царства. Противници су Тајни комитет називали јакобинском дружином јер је његов вођа, Строганов, био ученик јакобинца Жилбера Рома. Млади цареви пријатељи нису били никакви реформатори; о реформама су више причали него што су их спроводили. Спровели су неке ситне реформе које су прекинуте ратовима треће и четврте коалиције. Реформе су заустављене до пробоја Континенталне блокаде 1809. године када их је обновио царев први саветник Михаил Михаилович Сперански. Једина мера коју је Сперански успео да спроведе јесте оснивање Државног савета (1810) као законодавно тело. Под притиском аристократије, цар је 1812. године протерао Сперанског из Петрограда. Реформаторски покушаји у Русији заустављени су за више од 10 година.

### Аракчејевшитна
Након победе над Француском, Александру више није било до реформи, јер је сматрао да је руско самодржавље и феудализам најбољи и најтрајнији поредак. У унутрашњој руској политици то је значило спровођење најжешће реакције. Цару је у спровођењу реакције десна рука био, после 1815. године, војни министар, генерал Аракчејев, чије је име послужило за обележавање периода деспотизма у Русији познатог као „аракчејевштина“. Аракчејевштину карактерише свемоћ и свеприсутност полицијских власти, развијен систем потказивања, прогона, корупција, политичка шпијунажа, довођење кметова у ропски положај, кажњавање војника суровим казнама. Оснивају се војне насеобине крајишког типа широм пространог царства, чији је врховни командант сам генерал Аракчејев. Насеобине су стваране тако што су државни сељаци претварани у доживотне и наследне војнике и, заједно са својим породицама, насељавани у посебним селима у којима им је додељивана одређена количина обрадиве земље. У мирним временима они су обрађивали земљу и вежбали војничке вештине, а у ратним слати на фронтове. Побуне мужика су у периоду аракчејевштине сурово гушене. Реакција цара Александра и министра Аракчејева достигла је врхунац 1820. године, када је дошло до протеста војника Семјоновског пука против нереалних, драконских казни. На вербалан војнички иступ, цар и министар су реаговали претерано, третирајући га као побуну. Репресивне мере огледају се и на интелектуални рад, од науке до поезије. Он је био подвргнут строгој цензури.
Само у једном питању Александар је показао одређену меру либерализма, у односу према Конгресној Пољској. Њој је 1818. године дао релативно либерални устав којим је сачувана аутономија пољског краљевства. За краља, цар је поставио свој брата Константина. Сејм је сачувао одређена овлашћења, али је последњу реч ипак водио цар. Финска је такође уживала сличан положај. Имала је свој устав, али га је цар често газио.

### Опозиција
У доба највеће реакције и феудалне самовоље појавила се група младих официра интелектуалаца из редова самог племства која је желела да завереничким методама извојује Русији неопходне реформе и преображај. Прво тајно друштво формирано је у Петрограду 1816. године и носило је назив „Савеза спаса“. Две године касније основан је „Савез благостања“, такође у Петрограду. Оно је било масовније и укључивало је у своје редове и интелектуалце (укључујући и песника Александра Пушкина). Ова два друштва брзо су се распала. Замениле су их две нове организације; прво је Северно друштво (Петроград), а друго Јужно друштво (Украјина). Два друштва међусобно су сарађивала. Јужно је било радикалније јер се залагало за укидање монархије и проглашење Руске републике. До револуционарног иступа завереничких друштава дошло је након смрти цара Александра, децембра 1825. године. Устанак је познат као побуна декабриста.

## Русија у Наполеоновим ратовима

### Трећа и Четврта коалиција
Русија је 1805. године ступила у Трећу коалицију. После катастрофе код Трафалгара, Наполеон је повукао своју војску из Булоњског логора и упутио је на Рајну коју су француски војници прешли на јесен 1805. године. Наполеон је настојао да спречи сједињење армија коалиције и да се са сваком чланицом сукоби посебно. Први су на реду били Аустријанци. Након победе код Улма, Наполеону је отворен пут ка Бечу. Он је у аустријску престоницу ушао 13. новембра. Аустријанци не признају пораз очекујући руску помоћ. У близини Брна скупило се преко 100.000 Руса и Аустријанаца. Наполеон их је напао са 75.000 људи. Битка је вођена 2. децембра 1805. године код села Аустерлица. Њој су присуствовала три цара. Француска војска однела је велику победу.
Закључењем Пожунског мира распала се Трећа коалиција. Британија је остала у рату са Француском. Једина европска сила која је остала неутрална била је Пруска. Обе стране отпочеле су преговоре са пруским краљем. Фридрих Вилхелм II је пришао Енглезима те је тако створена Четврта коалиција (Британија, Пруска, Русија и Шведска). Након пада Берлинам, Пруси су очекивали помоћ од Руса. Наполеон их је напао. По први пут француски цар ратује у равницама Источне Европе. Операције су вођене у зимским и пролећним месецима следеће године. Једна од најкрвавијих битака Наполеонових ратова вођена је 8. фебруара 1807. године код Пројсиш Ајлауа. Французи су однели победу, али уз велике губитке. Наполеон осваја луку Данциг (Гдањск), центар британске трговине у овом делу Европе. Нова руска офанзива на пролеће 1807. године заустављена је у још једној крвавој бици, код Фридленда 14. јуна. Обе стране су због великих губитака били спремни на преговоре. Они су резултирали склапањем Тилзитског мира на лето 1807. године. Тилзитски мир у ствари представља два мировна споразума, са Русијом и Пруском. Русија се обавезала да напусти Јонска острва и Боку которску, Влашку и Молдавију и да закључи мир са Османским царством. Ако султан не буде прихватио мир, Наполеон и Александар би освојили и поделили Османско царство. Тајни споразум предвиђао је улазак Русије у Континентални савез. Наполеон је добио одрешене руке на западу, а Александар на истоку.

### Примирје
Убрзо после Тилзитског мира почеле су се испољавати француско-руске супротности, Наполеон је Александру предложио деобу Османског царства по којој би Аустрија добила западни Балкан, Русија источни и азијски део Турске, а Француска Египат, Сирију и Левант. Наполеон је предложио цару састанак на коме би се о томе расправљало. До њега је дошло 1808. године у Ерфурту. Руског цара је о неприликама у Шпанији извештавао тајно Шарл Морис Таљеран, тадашњи министар иностраних послова Француске. Под његовим утицајем, Александар је одбио споразум.
Русе је забрињавала Наполеонова делатност у Пољској где је стварањем Великог Варшавског Војводства покушавао да обнови независну пољску државу и да је претвори у плацдарм против Русије. Наполеон ради против руских интереса на Балкану. Године 1811. у Паризу је откривена једна руска обавештајна мрежа што је веома наљутило француског цара. Руси нису ни покушавали да га умире већ су му послали ултиматум да евакуише Пруску у складу са одредбама Тилзитског мира. Наполеонове припреме за рат са Русијом отпочеле су већ 1810. године слањем појачања у Пољску. Почетком 1812. године Пруска и Аустрија закључују споразуме са Наполеоном против Русије. Метерних је тајно обавештавао руски двор о преговорима. Аустрија је ставила Наполеону 30.000, а Пруска 20.000 људи. На прагу лета 1812. године Наполеонова армија од скоро 500.000 људи, највећа у дотадашњој историји, била је спремна за поход. Наполеон је носио и 1600 топова.
Руске припреме састојале су се у модернизацији армије по француским узорима, што није завршено на време. Друга мера је била успешнија; стварање модерније артиљерије. Руси ће дочекати непријатеља са 1550 топова. Армија по бројности знатно заостаје за француском; Руса је било између 180.000 и 220.000. Водили су их Барклеј де Толи и Багратион. Наполеонов циљ било је остваривање светске власти; након Русије намеравао је напасти Индију. Руски циљ био је сламање Наполеонове хегемоније.

### Наполеонов поход на Русију
Јуна 1812. године отпочео је француски поход преласком трупа преко реке Њемен. Руси су на почетку рата предложили преговоре. Када их је Наполеон одбио, више их нису нудили. Наполеон је желео да му Руси дају одлучну битку. Барклеј му је измицао остављајући иза себе спаљену земљу. Руси су упорно одмицали, а Французи су их упорно гонили. Обе армије трпе губитке због врућина, несташица хране, санитетског материјала и сл. Гину и људи и коњи. После готово двомесечне потере, прва већа битка вођена је код Смоленска (август). Смоленск је био потпуно уништен и спаљен, а Руси се повлаче. Французи имају велике губитке. Долази до сукоба унутар руске команде. Багратион је заступао сукоб са Французима, док је Барклеј желео да се настави са тактиком повлачења. Барклеј је смењен, а на његово место дошао је Михаил Иларионович Кутузов, ученик Александра Суворова. Он је наставио тактику повлачења знајући да против Наполеона нема шансе у отвореном сукобу. Међутим, Французи су се почетком септембра нашли пред Москвом. Кутузов није могао да преда град, мада је знао да у бици нема шансе. Тако је 7. септембра 1812. године вођена најкрвавија битка Наполеонове епохе, битка код Бородина. Вођена је од 5 сати ујутро до 6 сати поподне. Обе стране губе преко 50.000 војника и око 50 генерала, заједно са Багратионом. Руска војска је поражена. Наполеон је касније, на Светој Јелени, назвао битку код Бородина својом најтежом битком бележећи: Најстрашнија од свих мојих битака је она коју сам дао под Москвом. Французи су се у њој показали достојни да извојују победу, а Руси су се показали достојни да не буду побеђени.
Кутузов наређује повлачење те Французи 14. септембра улазе у Москву. Град је био пуст, а током вечери подметнути су пожари на неколико места. Изгорело је ¾ града, а сам Наполеон је морао да бежи из Кремља. Стрељано је 400 паликућа. Наполеон је 34 дана провео у Москви чекајући понуду за мир која није долазила. Тако је октобра издао наређење за покрет ка југу. Кутузов му се супротставио код места Малојарославец. Французи нису успели да пробију руску одбрану, а сам Наполеон умало је био заробљен. Након битке, француски цар је наредио повлачење. Кутузова армија кренула је у потеру и наносила је непријатељу велике губитке, заједно са партизанским одредима. Битком на Березини француска војска дефинитивно је поражена. Томе је допринела и оштра руска зима на коју Французи нису били навикнути. Наполеон је напустио главнину војске и сам кренуо ка Паризу у који стиже децембра. Рат је био изгубљен. Од читаве војске спасло се свега 30.000 људи.

### Наполеонов пад
Наполеон је у току зиме 1812/3. године на брзину образовао нову армију од 300.000 људи. Неискусна армија сукобила се са војском Шесте коалиције. Она је створена марта 1813. године од стране Британије, Русије, Аустрије, Пруске. Одлучујућа битка вођена је од 16. до 18. октобра 1813. године код Лајпцига. Позната је и као „битка народа“. Саксонија и Шведска су пред битку прешли на страну коалиције. Наполеон је поражен у бици, а његово царство се расипа. Губи поседе на Балкану, у Немачкој и Италији. Одлучујућа и последња Наполеонова битка код Ватерлоа вођена је у Белгији. Био је то обрнути Маренго. Блихер је избавио коалицију и свежим снагама однео победу. Ствар је могла имати обрнути исход да је Груши, попут Луја Дезеа 1800. године, напао Блихера. Наполеон је после пораза запао у апатију. Поново одбацује Карноову идеју о општенародном рату. Прихвата безусловну капитулацију и напушта Париз. Одлази у Рошфор где се 13. јула предаје Енглезима. Два дана касније укрцан је на брод који га одвози за далеко острво Сцвету Јелену, изгубљено у Атлантском океану. Тамо је провео последње године живота. Умро је 5. маја 1821. године.

### Кореспонденција Петра I Петровића са Алексадром I
Петар I Петровић Његош је руског цара у својим бројним посланицима и писмима називао наш цар, а султан је био цар наших муслимана, па је и у дописивању са муслиманима нашег језика писао наш и ваш цар. Из неколико писама упућених цару Александру дознајемо тадашња политичке односе Црне Горе и Русије. Петар Цетињски извјештава цара да су црногорски и брцки чиноначалници примили његову царску грамату преко руског консула у Котору. Грамата је примљена са највећом радошћу. Певало се на Цетињу у славу њиховог протектора, пуцало због весеља и сви су велегласно викали "да живи велики Алексаднар". Петар му препоручује да се у Котору оформи комисија састављена од Руса, да би се отклонили неспоразуми услед злих клевета на рачун њега и народа. Народ црногорски и брдски је радостан због уређења консулата у Котору.

## Руска освајања почетком 19. века
Под владавином овог цара, Русија је задњи пут значајно проширила своје границе у Европи. У рату са Шведском краљевином, Русија је 1809. припојила Финску. Три године касније, припојена је Бесарабија, док су на конгресу великих сила у Бечу Русији додељени источни и централни делови данашње Пољске. Такође, у истом периоду, Русија започиње покоравање кавкаских земаља (Грузија 1801-1815, Јерменија и Азербејџан 1813-1828). У првом периоду освајања, руска држава је умела да давањем либерално устројених аутономија као и завођењем реда (али и давањем већих верских, економских и социјалних права кавкаским хришћанима) придобије или бар умири становништво освојених земаља. Приликом ових освајања, руски цар је одобрио либералне уставе, аутономну управу и персоналну унију за Варшавско војводство (Пољска) и Велику кнежевину Финску док је Бесарабија добила либералан статут и аутономну управу. У Кавказу, увођење руске власти је онемогућило даље пљачкашке походе како локалних разбојничких племена тако и иранских војски. Такође, заведена је стабилна управа, започета изградња путева (и још значајније, масивних одбрамбених утврђења подељених у три линије)и подстакнута трговина, пољопривреда и образовање. Уклоњене су све препреке слободном исповедању хришћанске вере у Грузији и Јерменији али су такође, поштована верска права муслиманских народа.
Турци су 1806. године покушали да искористе руски рат са Наполеоном да јој објаве рат због руског мешања у политичке прилике у Влашкој и Молдавији. Турци су неспремни за рат; у Цариграду се води борба између султана Селима и његових противника која је завршена султановим падом. И поред почетних успеха, Русија се Тилзитским миром обавезала да склопи мир са Турском. Он је склопљен 1807. године у Слобозији и трајаће две године. Рат је до 1811. године вођен без већих промена. Тада на Балкан долази Михаил Кутузов. Због опасности од Наполеона, Русија се трудила да што пре однесе победу. Следеће године рат је завршен миром у Букурешту којим је Русији припојена Бесарабија, Влашка и Молдавија остале под Турцима, а Србима, руским савезницима, обећана је аутономија.

## Спољна политика након Наполеоновог пада

### Бечки конгрес
На јесен 1814. године, након завршетка рата Шесте коалиције, окупило се у Бечу 216 представника свих европских држава, сем Турске. Бечки конгрес највећи је међународни дипломатски скуп у дотадашњој историји и то ће остати све до 1918. године. Сви учесници, укључујући и француског представника Таљерана, били су одлучни противници револуције и желели су реконструкцију Европе по принципима легитимизма. Међутим, уместо простог враћања на раније стање, прихваћен је низ компромиса. Велике силе су тако шириле своју територију. Границе су прекрајане, а политички системи мењани у складу са њиховим интересима. Прву реч на конгресу водили су руски цар Александар и аустријски канцелар Метерних, пруски министар председник гроф Харденберг, британски министар спољних послова Кестлери и француски министар Таљеран. Пруска је била најмање утицајан члан од великих сила. Велике силе су 9. марта 1814. године потписале мир у Шомону којим су се обавезале да ће се значајна питања решавати заједно, за дипломатским столом. У ту сврху је и сазван конгрес. Сем великих сила, ниједна друга учесница није битније одлучивала у доношењу одлука. Све је решавано на тајним састанцима, баловима, свечаностима, позоришним комадима и пријемима, у кругу петорице представника великих сила. Русија је желела да што потпуније обнови феудални поредак у Европи и прошири свој утицај. Зато је подржавала пруско-аустријско супарништво у немачком свету и залагала се за очување довољно јаке Француске како би спречила превелико снажење Британије. Територијалне претензије Русије ушле су у правцу Великог Варшавског Војводства, Бесарабије и Финске.
Пред новом Наполеоновом претњом (сто дана), учеснице Конгреса преовладале су своје несугласице, обновиле споразум у Шомону и образовале седму коалицију. Неколико дана пред Ватерло, представници великих сила ставили су потписе на „уговор о реконструкцији Европе“. Русија је добила највећи део Пољске, Финску и Бесарабију.

### Света алијанса
У години свог тријумфа, неке чланице Седме коалиције образовале су Свету алијансу. Идеолошка основа, у складу са Светим писмом, формулисана је манифестом од 26. септембра 1815. године. Аустријски канцелар Метерних и руски цар Александар имали су водећу улогу у оснивању Свете алијансе. Циљ Алијансе био је да брани опште принципе и правила који воде ка свеопштем миру заснованом на Бечком конгресу. У ствари, Алијанса је бранила интересе великих сила одређених у Бечу. У лигу је имала права да се укључи свака држава која прихвати водеће место Аустрије и Русије. Руски цар Александар је преко Свете лиге настојао да прошири своју улогу у решавању значајних европских питања, чему се супротстављају Хабзбурзи и Британија. Метерних је универзална права Хабзбуршке династије пренео са Светог римског на Аустријско царство и тако је себи давао за право да гуши све покрете за народну слободу и националну независност сматрајући их за главне полуге револуције. Енглези су настојали да контролом значајнијих лука обезбеде превласт у Средоземном мору, а ван Европе правци њихове политике усмерени су ка Индији и Новом свету (пре свега Латинској Америци).
Полазна тачка за настанак Алијансе је уговор у Шомону из 1814. године који предвиђа да се након Наполеоновог пада закључи специјални уговор о савезу хришћанских владара Европе против оживљавања револуције и бонапартизма. Аустријски цар и пруски краљ прихватају Александрове идеје изложене у Шомонском уговору септембра 1815. године када је потписан заједнички Манифест о стварању Свете алијансе. Прихватили су га и други владари, сем британског краља, који је само изразио подршку. Новембра 1815. године потписан је тзв. Други париски мир којим су и формално окончани Наполеонови ратови. Тиме је Света алијанса учвршћена. Опредељујући се за хришћанске идеолошке основе, велике силе су из савеза искључиле турског султана као исламског владара. Прави разлог тога била је жеља Аустрије и Русије да себи не везују руке у источном питању. На Бечком конгресу оно није уопште расправљано. На првом конгресу Свете алијансе (Ахен 1818.) руски цар ће издејствовати пријем Француске.
Спољна политика Русије након Бечког конгреса обележена је покушајима Александра да одржи стање какво је утврђено на конгресу, што су били и основни принципи Алијансе. Александар није пристао да помогне устаницима изражавајући подршку турском султану Махмуду II (1808—1839) за гушење устанка. Овакав став руског цара довео је до раскида савеза између Ипсилантија и Владимирескуа. Такође, на конгресима у Тропау, Љубљани и Верони, Русија се залаже за гушење револуционарних покрета у Шпанији и Италији.

## Последње године и смрт
Александар је у последњим годинама живота постао сумњичав према свима који су га окруживали, нарочито након покушаја киднаповања руског цара до кога је дошло на његовом путу ка Ахену. На јесен 1825. године цар је отпутовао на југ Русије, због болести своје супруге. Током овог путовања се и сам прехладио. Прехлада се развила у тифус од кога је цар умро у граду Таганрогу 19. новембра/1. децембра 1825. године. Постојале су гласине да цар није умро, него да се замонашио под именом Фјодор Кузмич. Жена му је умрла неколико година касније. Тела цара и царице пребачена су у Санкт Петербург где су сахрањена у Петропавловској тврђави 13. марта 1826. године.

## Потомство
| Име                                        | Рођење             | Смрт                         | Напомена                                                      |
| ------------------------------------------ | ------------------ | ---------------------------- | ------------------------------------------------------------- |
| Од своје супруге Лујзе Баденске            |                    |                              |                                                               |
| Марија Александровна, војвоткиња Русије    | 29. мај 1799.      | 8. јул 1800.                 | умрла млада. Могуће да је била ћерка Адама Јежи Чарторијског. |
| Елизабета Александровна, војвоткиња Русије | 15. новембар 1806. | 12. мај 1808.                | Могуће да је била ћерка Алексеја Охотникова.                  |
| Од Софије Сергејевне Всеволожскаје         |                    |                              |                                                               |
| Николај Лукаш                              | 11. децембар 1796. | 20. јануар 1868.             |                                                               |
| Од Марије Нарушкине                        |                    |                              |                                                               |
| Зенаида, Наришкин                          | око 1806.          | 18. мај 1810.                | умро млад.                                                    |
| Софија, Наришкин                           | 1808.              | 18. јун 1824.                |                                                               |
| Емануел, Narishkin                         | 30. јул 1813.      | 31. децембар/1. јануар 1901. |                                                               |
| Од Маргарите Жозефине Вејмер               |                    |                              |                                                               |
| Марија Паријскаја                          | 19. март 1814.     | 1874.                        | Удата за Василија Жукова.                                     |
| Од непознате жене                          |                    |                              |                                                               |
| Вилхелмина Алекрандрова                    | 1816.              | 4. јун 1863.                 |                                                               |
| Од Веронике Диержановске                   |                    |                              |                                                               |
| Густав Ерхенберг                           | 14. фебруар 1818.  | 28. септембар 1895.          |                                                               |
| Од Барбаре Туркестанов                     |                    |                              |                                                               |
| Марија Туркестанова                        | 20. март 1819.     | 19. децембар 1843.           |                                                               |
| Од Марије Катачарове                       |                    |                              |                                                               |
| Николај Исаков                             | 10. фебруар 1821.  | 25. фебруар 1891.            |                                                               |

## Породично стабло
|  |                                                           |  |  |  |  |  |  |  |  |  |  |  |  |  |  |  |
|  | 16. Фридрих IV, војвода од Холштајн-Готорпа               |  |  |  |  |  |  |  |  |  |  |  |  |  |  |  |
|  |                                                           |  |  |  |  |  |  |  |  |  |  |  |  |  |  |  |
|  |                                                           |  |  |  |  |  |  |  |  |  |  |  |  |  |  |  |
|  | 8. Карл Фридрих, војвода од Холштајн-Готорпа              |  |  |  |  |  |  |  |  |  |  |  |  |  |  |  |
|  |                                                           |  |  |  |  |  |  |  |  |  |  |  |  |  |  |  |
|  |                                                           |  |  |  |  |  |  |  |  |  |  |  |  |  |  |  |
|  | 17. Хедвиг Софија од Шведске                              |  |  |  |  |  |  |  |  |  |  |  |  |  |  |  |
|  |                                                           |  |  |  |  |  |  |  |  |  |  |  |  |  |  |  |
|  |                                                           |  |  |  |  |  |  |  |  |  |  |  |  |  |  |  |
|  | 4. Петар III Фјодорович                                   |  |  |  |  |  |  |  |  |  |  |  |  |  |  |  |
|  |                                                           |  |  |  |  |  |  |  |  |  |  |  |  |  |  |  |
|  |                                                           |  |  |  |  |  |  |  |  |  |  |  |  |  |  |  |
|  | 18. Петар Велики                                          |  |  |  |  |  |  |  |  |  |  |  |  |  |  |  |
|  |                                                           |  |  |  |  |  |  |  |  |  |  |  |  |  |  |  |
|  |                                                           |  |  |  |  |  |  |  |  |  |  |  |  |  |  |  |
|  | 9. Ана Петровна                                           |  |  |  |  |  |  |  |  |  |  |  |  |  |  |  |
|  |                                                           |  |  |  |  |  |  |  |  |  |  |  |  |  |  |  |
|  |                                                           |  |  |  |  |  |  |  |  |  |  |  |  |  |  |  |
|  | 19. Катарина I Алексејевна                                |  |  |  |  |  |  |  |  |  |  |  |  |  |  |  |
|  |                                                           |  |  |  |  |  |  |  |  |  |  |  |  |  |  |  |
|  |                                                           |  |  |  |  |  |  |  |  |  |  |  |  |  |  |  |
|  | 2. Павле I Петрович                                       |  |  |  |  |  |  |  |  |  |  |  |  |  |  |  |
|  |                                                           |  |  |  |  |  |  |  |  |  |  |  |  |  |  |  |
|  |                                                           |  |  |  |  |  |  |  |  |  |  |  |  |  |  |  |
|  | 20. John Louis I, Prince of Anhalt-Dornburg               |  |  |  |  |  |  |  |  |  |  |  |  |  |  |  |
|  |                                                           |  |  |  |  |  |  |  |  |  |  |  |  |  |  |  |
|  |                                                           |  |  |  |  |  |  |  |  |  |  |  |  |  |  |  |
|  | 10. Кристијан Август, кнез од Анхалт-Зербста              |  |  |  |  |  |  |  |  |  |  |  |  |  |  |  |
|  |                                                           |  |  |  |  |  |  |  |  |  |  |  |  |  |  |  |
|  |                                                           |  |  |  |  |  |  |  |  |  |  |  |  |  |  |  |
|  | 21. Christine Eleonore von Zeutch                         |  |  |  |  |  |  |  |  |  |  |  |  |  |  |  |
|  |                                                           |  |  |  |  |  |  |  |  |  |  |  |  |  |  |  |
|  |                                                           |  |  |  |  |  |  |  |  |  |  |  |  |  |  |  |
|  | 5. Катарина Велика                                        |  |  |  |  |  |  |  |  |  |  |  |  |  |  |  |
|  |                                                           |  |  |  |  |  |  |  |  |  |  |  |  |  |  |  |
|  |                                                           |  |  |  |  |  |  |  |  |  |  |  |  |  |  |  |
|  | 22. Christian August of Holstein-Gottorp, Prince of Eutin |  |  |  |  |  |  |  |  |  |  |  |  |  |  |  |
|  |                                                           |  |  |  |  |  |  |  |  |  |  |  |  |  |  |  |
|  |                                                           |  |  |  |  |  |  |  |  |  |  |  |  |  |  |  |
|  | 11. Јохана Елизабета од Холштајн-Готорпа                  |  |  |  |  |  |  |  |  |  |  |  |  |  |  |  |
|  |                                                           |  |  |  |  |  |  |  |  |  |  |  |  |  |  |  |
|  |                                                           |  |  |  |  |  |  |  |  |  |  |  |  |  |  |  |
|  | 23. Албертина Фредерика од Бадена-Дурлаха                 |  |  |  |  |  |  |  |  |  |  |  |  |  |  |  |
|  |                                                           |  |  |  |  |  |  |  |  |  |  |  |  |  |  |  |
|  |                                                           |  |  |  |  |  |  |  |  |  |  |  |  |  |  |  |
|  | 1. Александар I Павлович                                  |  |  |  |  |  |  |  |  |  |  |  |  |  |  |  |
|  |                                                           |  |  |  |  |  |  |  |  |  |  |  |  |  |  |  |
|  |                                                           |  |  |  |  |  |  |  |  |  |  |  |  |  |  |  |
|  | 24. Фридрих Карл, војвода од Виртемберг-Винентала         |  |  |  |  |  |  |  |  |  |  |  |  |  |  |  |
|  |                                                           |  |  |  |  |  |  |  |  |  |  |  |  |  |  |  |
|  |                                                           |  |  |  |  |  |  |  |  |  |  |  |  |  |  |  |
|  | 12. Карл Александар, војвода од Виртемберга               |  |  |  |  |  |  |  |  |  |  |  |  |  |  |  |
|  |                                                           |  |  |  |  |  |  |  |  |  |  |  |  |  |  |  |
|  |                                                           |  |  |  |  |  |  |  |  |  |  |  |  |  |  |  |
|  | 25. Елеонора Јулијана од Бранденбург-Ансбаха              |  |  |  |  |  |  |  |  |  |  |  |  |  |  |  |
|  |                                                           |  |  |  |  |  |  |  |  |  |  |  |  |  |  |  |
|  |                                                           |  |  |  |  |  |  |  |  |  |  |  |  |  |  |  |
|  | 6. Фридрих II Еуген                                       |  |  |  |  |  |  |  |  |  |  |  |  |  |  |  |
|  |                                                           |  |  |  |  |  |  |  |  |  |  |  |  |  |  |  |
|  |                                                           |  |  |  |  |  |  |  |  |  |  |  |  |  |  |  |
|  | 26. Anselm Franz, 2nd Prince of Thurn and Taxis           |  |  |  |  |  |  |  |  |  |  |  |  |  |  |  |
|  |                                                           |  |  |  |  |  |  |  |  |  |  |  |  |  |  |  |
|  |                                                           |  |  |  |  |  |  |  |  |  |  |  |  |  |  |  |
|  | 13. Марија Аугуста од Турна и Таксиса                     |  |  |  |  |  |  |  |  |  |  |  |  |  |  |  |
|  |                                                           |  |  |  |  |  |  |  |  |  |  |  |  |  |  |  |
|  |                                                           |  |  |  |  |  |  |  |  |  |  |  |  |  |  |  |
|  | 27. Princess Maria Ludovika of Lobkowicz                  |  |  |  |  |  |  |  |  |  |  |  |  |  |  |  |
|  |                                                           |  |  |  |  |  |  |  |  |  |  |  |  |  |  |  |
|  |                                                           |  |  |  |  |  |  |  |  |  |  |  |  |  |  |  |
|  | 3. Марија Фјодоровна                                      |  |  |  |  |  |  |  |  |  |  |  |  |  |  |  |
|  |                                                           |  |  |  |  |  |  |  |  |  |  |  |  |  |  |  |
|  |                                                           |  |  |  |  |  |  |  |  |  |  |  |  |  |  |  |
|  | 28. Philip William, Margrave of Brandenburg-Schwedt       |  |  |  |  |  |  |  |  |  |  |  |  |  |  |  |
|  |                                                           |  |  |  |  |  |  |  |  |  |  |  |  |  |  |  |
|  |                                                           |  |  |  |  |  |  |  |  |  |  |  |  |  |  |  |
|  | 14. Фридрих Вилхелм, маркгроф од Бранденбург-Швета        |  |  |  |  |  |  |  |  |  |  |  |  |  |  |  |
|  |                                                           |  |  |  |  |  |  |  |  |  |  |  |  |  |  |  |
|  |                                                           |  |  |  |  |  |  |  |  |  |  |  |  |  |  |  |
|  | 29. Johanna Charlotte of Anhalt-Dessau                    |  |  |  |  |  |  |  |  |  |  |  |  |  |  |  |
|  |                                                           |  |  |  |  |  |  |  |  |  |  |  |  |  |  |  |
|  |                                                           |  |  |  |  |  |  |  |  |  |  |  |  |  |  |  |
|  | 7. Фредерика Доротеја од Бранденбург-Швета                |  |  |  |  |  |  |  |  |  |  |  |  |  |  |  |
|  |                                                           |  |  |  |  |  |  |  |  |  |  |  |  |  |  |  |
|  |                                                           |  |  |  |  |  |  |  |  |  |  |  |  |  |  |  |
|  | 30. Фридрих Вилхелм I                                     |  |  |  |  |  |  |  |  |  |  |  |  |  |  |  |
|  |                                                           |  |  |  |  |  |  |  |  |  |  |  |  |  |  |  |
|  |                                                           |  |  |  |  |  |  |  |  |  |  |  |  |  |  |  |
|  | 15. Софија Доротеја од Пруске                             |  |  |  |  |  |  |  |  |  |  |  |  |  |  |  |
|  |                                                           |  |  |  |  |  |  |  |  |  |  |  |  |  |  |  |
|  |                                                           |  |  |  |  |  |  |  |  |  |  |  |  |  |  |  |
|  | 31. Софија Доротеја Хановерска                            |  |  |  |  |  |  |  |  |  |  |  |  |  |  |  |
|  |                                                           |  |  |  |  |  |  |  |  |  |  |  |  |  |  |  |
|  |                                                           |  |  |  |  |  |  |  |  |  |  |  |  |  |  |  |